# Ternstroemia duidae
Ternstroemia duidae là một loài thực vật có hoa trong họ Pentaphylacaceae. Loài này được Gleason miêu tả khoa học đầu tiên năm 1931.